# Nagareyama (Chiba)
Nagareyama (流山市 Nagareyama-shi?) es una ciudad localizada en Chiba, Japón.
A partir de 2008, la ciudad tiene una población de 157.058 y una densidad de 4.450 personas por km². La superficie total es de 35,28 km².
La ciudad fue fundada el 1 de enero de 1967.

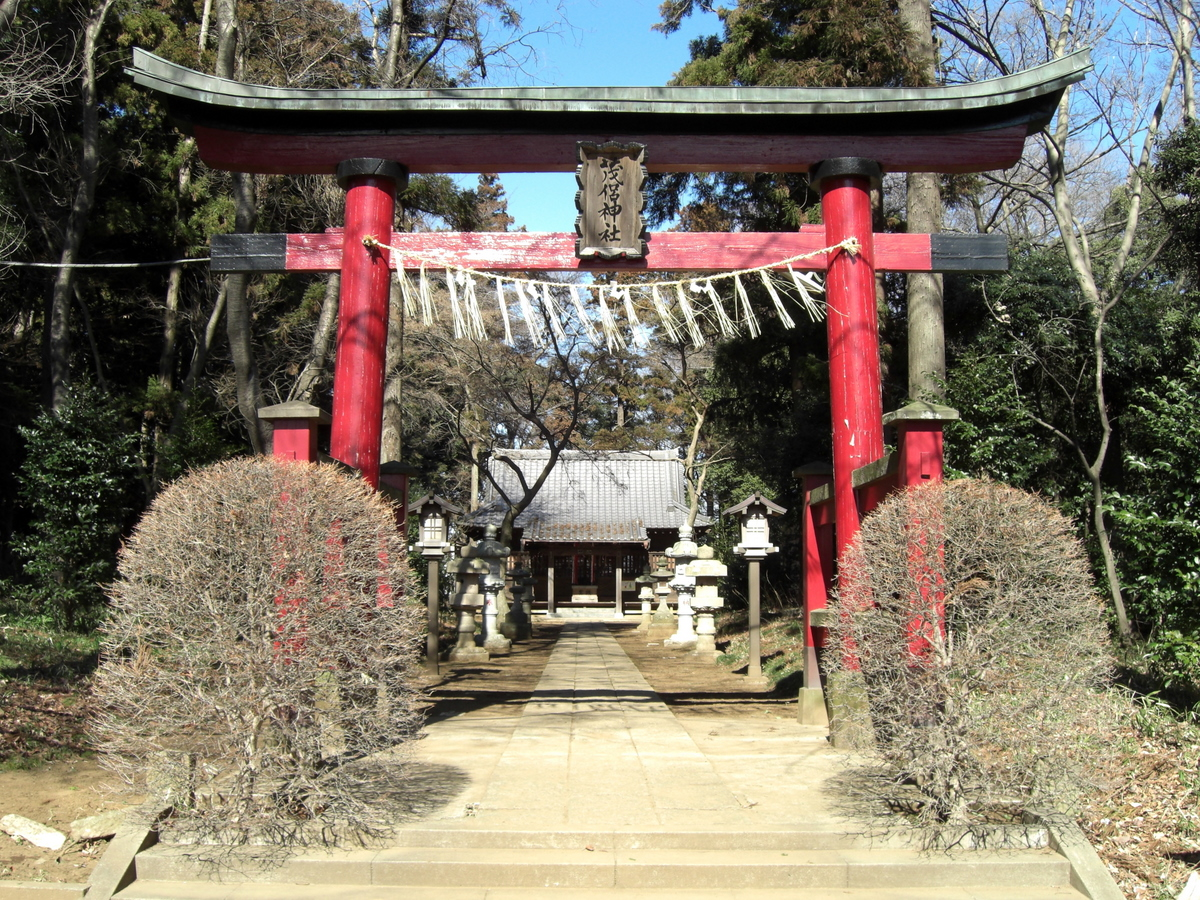
Moro-jinja.